# Ayman Ashraf
Ayman Ashraf Elsayed Elsembeskany (in arabo أيمن أشرف السيد السمبسكاني‎?; Il Cairo, 9 aprile 1991) è un calciatore egiziano, difensore del National Bank of Egypt e della nazionale egiziana.

## Caratteristiche tecniche
Terzino sinistro, adattabile a centrale di difesa in caso di necessità.

## Carriera

### Club
Muove i suoi primi passi nel settore giovanile dell'Al-Ahly. Esordisce in prima squadra l'8 febbraio 2010 contro il Ghazl El-Mehalla, subentrando al 56' al posto di Mostafa Shebeita.
Il 19 settembre 2010 esordisce nella CAF Champions League - massima competizione continentale africana - in un incontro disputato contro l'Ismaily, valido per l'accesso alle semifinali. Non riuscendo a trovare spazio in rosa, nel 2013 si trasferisce allo Smouha.
Il 9 agosto 2017 torna all'Al-Ahly a parametro zero, firmando un contratto valido per cinque stagioni. Nel 2020 conquista uno storico treble, vincendo campionato, coppa nazionale e la CAF Champions League.

### Nazionale
Esordisce in nazionale il 30 agosto 2016 contro la Guinea in amichevole. In precedenza aveva disputato alcuni incontri con le nazionali giovanili, prendendo parte con la selezione Under-20 ai Mondiali di categoria nel 2009 e nel 2011.
Il 13 marzo 2018 viene selezionato dal CT Héctor Cúper in vista degli impegni amichevoli di preparazione in vista dei Mondiali 2018 con Portogallo e Grecia. Il 4 giugno 2018 viene incluso nella lista dei 23 convocati per il campionato del mondo 2018. Assiste i compagni – eliminati nella fase a gironi – dalla panchina, senza scendere in campo.
L'11 giugno 2019 viene incluso dal CT Javier Aguirre nella rosa dei 23 convocati per la fase finale della Coppa d'Africa 2019, disputata in Egitto. Il cammino della squadra si interrompe agli ottavi di finale contro il Sudafrica.
Il 29 dicembre 2021 il CT Carlos Queiroz lo inserisce nella lista definitiva dei 25 convocati per la fase finale della Coppa d'Africa 2021, dove l'Egitto viene sconfitto in finale dal Senegal ai calci di rigore.

## Statistiche

### Presenze e reti nei club
Statistiche aggiornate al 30 dicembre 2023.
| Stagione        | Squadra                | Campionato      | Campionato | Campionato | Coppe nazionali | Coppe nazionali | Coppe nazionali | Coppe continentali | Coppe continentali | Coppe continentali | Altre coppe | Altre coppe | Altre coppe | Totale | Totale |
| Stagione        | Squadra                | Comp            | Pres       | Reti       | Comp            | Pres            | Reti            | Comp               | Pres               | Reti               | Comp        | Pres        | Reti        | Pres   | Reti   |
| --------------- | ---------------------- | --------------- | ---------- | ---------- | --------------- | --------------- | --------------- | ------------------ | ------------------ | ------------------ | ----------- | ----------- | ----------- | ------ | ------ |
| 2009-2010       | Al-Ahly                | PL              | 7          | 0          | CE              | 0               | 0               | CCL                | 1                  | 0                  | SE          | 0           | 0           | 8      | 0      |
| 2010-2011       | Al-Ahly                | PL              | 5          | 0          | CE              | 0               | 0               | CCL                | 3                  | 0                  | SE          | 0           | 0           | 8      | 0      |
| 2011-gen. 2012  | Al-Ahly                | PL              | 0          | 0          | -               | -               | -               | CCL                | 0                  | 0                  | -           | -           | -           | 0      | 0      |
| gen.-giu. 2012  | Telephonat Beni Suef   | PL              | 4          | 0          | -               | -               | -               | -                  | -                  | -                  | -           | -           | -           | 4      | 0      |
| 2012-2013       | Al-Ahly                | PL              | 1          | 0          | CE              | 0               | 0               | CCL                | 0                  | 0                  | SE+SA+Cmc   | 0           | 0           | 1      | 0      |
| 2013-2014       | Smouha                 | PL              | 18+3       | 1+1        | CE              | 4               | 1               | -                  | -                  | -                  | -           | -           | -           | 25     | 3      |
| 2014-2015       | Smouha                 | PL              | 23         | 2          | CE              | 4               | 0               | CCL                | 11                 | 0                  | -           | -           | -           | 38     | 2      |
| 2015-2016       | Smouha                 | PL              | 25         | 0          | CE              | 2               | 0               | -                  | -                  | -                  | -           | -           | -           | 27     | 0      |
| 2016-2017       | Smouha                 | PL              | 22         | 0          | CE              | 3               | 0               | CC                 | 9                  | 0                  | -           | -           | -           | 34     | 0      |
| Totale Smouha   | Totale Smouha          | Totale Smouha   | 88+3       | 3+1        |                 | 13              | 1               |                    | 20                 | 0                  |             | -           | -           | 124    | 5      |
| 2017-2018       | Al-Ahly                | PL              | 29         | 2          | CE              | 3               | 0               | ACC+CCL            | 0+12               | 0                  | SE          | 1           | 0           | 45     | 2      |
| 2018-2019       | Al-Ahly                | PL              | 30         | 2          | CE              | 1               | 0               | ACC+CCL            | 4+10               | 0                  | SE          | 0           | 0           | 45     | 2      |
| 2019-2020       | Al-Ahly                | PL              | 26         | 0          | CE              | 3               | 0               | CCL                | 12                 | 0                  | SE          | 0           | 0           | 41     | 0      |
| 2020-2021       | Al-Ahly                | PL              | 25         | 0          | CE              | 3               | 0               | CCL                | 11                 | 0                  | SE+SA+Cmc   | 1+1+3       | 0           | 44     | 0      |
| 2021-2022       | Al-Ahly                | PL              | 17         | 1          | CE              | 0               | 0               | CCL                | 10                 | 0                  | SE+SA+Cmc   | 0+1+1       | 0           | 29     | 1      |
| 2022-2023       | Al-Ahly                | PL              | 0          | 0          | CE              | 0               | 0               | CCL                | 0                  | 0                  | SE+Cmc      | 0           | 0           | 0      | 0      |
| Totale Al-Ahly  | Totale Al-Ahly         | Totale Al-Ahly  | 140        | 5          |                 | 10              | 0               |                    | 63                 | 0                  |             | 8           | 0           | 221    | 5      |
| 2023-2024       | National Bank of Egypt | PL              | 10         | 0          | CE              | 0               | 0               | -                  | -                  | -                  | -           | -           | -           | 10     | 0      |
| Totale carriera | Totale carriera        | Totale carriera | 245        | 9          |                 | 23              | 1               |                    | 83                 | 0                  |             | 8           | 0           | 359    | 10     |

### Cronologia presenze e reti in nazionale
| Cronologia completa delle presenze e delle reti in nazionale ― Egitto | Cronologia completa delle presenze e delle reti in nazionale ― Egitto | Cronologia completa delle presenze e delle reti in nazionale ― Egitto | Cronologia completa delle presenze e delle reti in nazionale ― Egitto | Cronologia completa delle presenze e delle reti in nazionale ― Egitto | Cronologia completa delle presenze e delle reti in nazionale ― Egitto | Cronologia completa delle presenze e delle reti in nazionale ― Egitto | Cronologia completa delle presenze e delle reti in nazionale ― Egitto |
| Data                                                                  | Città                                                                 | In casa                                                               | Risultato                                                             | Ospiti                                                                | Competizione                                                          | Reti                                                                  | Note                                                                  |
| --------------------------------------------------------------------- | --------------------------------------------------------------------- | --------------------------------------------------------------------- | --------------------------------------------------------------------- | --------------------------------------------------------------------- | --------------------------------------------------------------------- | --------------------------------------------------------------------- | --------------------------------------------------------------------- |
| 30-8-2016                                                             | Alessandria d'Egitto                                                  | Egitto                                                                | 1 – 1                                                                 | Guinea                                                                | Amichevole                                                            | -                                                                     |                                                                       |
| 13-8-2017                                                             | Alessandria d'Egitto                                                  | Egitto                                                                | 1 – 1                                                                 | Marocco                                                               | Q. Campionato delle Nazioni Africane 2018                             | -                                                                     | 60’                                                                   |
| 18-8-2017                                                             | Rabat                                                                 | Marocco                                                               | 3 – 1                                                                 | Egitto                                                                | Q. Campionato delle Nazioni Africane 2018                             | -                                                                     |                                                                       |
| 27-3-2018                                                             | Zurigo                                                                | Egitto                                                                | 0 – 1                                                                 | Grecia                                                                | Amichevole                                                            | -                                                                     | 51’                                                                   |
| 25-5-2018                                                             | Al Kuwait                                                             | Kuwait                                                                | 1 – 1                                                                 | Egitto                                                                | Amichevole                                                            | 1                                                                     | 62’ 82’                                                               |
| 8-9-2018                                                              | Alessandria d'Egitto                                                  | Egitto                                                                | 6 – 0                                                                 | Niger                                                                 | Qual. Coppa d'Africa 2019                                             | 1                                                                     |                                                                       |
| 12-10-2018                                                            | Il Cairo                                                              | Egitto                                                                | 4 – 1                                                                 | eSwatini                                                              | Qual. Coppa d'Africa 2019                                             | -                                                                     |                                                                       |
| 16-10-2018                                                            | Manzini                                                               | eSwatini                                                              | 0 – 2                                                                 | Egitto                                                                | Qual. Coppa d'Africa 2019                                             | -                                                                     |                                                                       |
| 16-11-2018                                                            | Alessandria d'Egitto                                                  | Egitto                                                                | 3 – 2                                                                 | Tunisia                                                               | Qual. Coppa d'Africa 2019                                             | -                                                                     | 81’                                                                   |
| 13-6-2019                                                             | Alessandria d'Egitto                                                  | Egitto                                                                | 1 – 0                                                                 | Tanzania                                                              | Amichevole                                                            | -                                                                     | 25’ 46’                                                               |
| 16-6-2019                                                             | Alessandria d'Egitto                                                  | Egitto                                                                | 3 – 1                                                                 | Guinea                                                                | Amichevole                                                            | -                                                                     | 46’ 80’                                                               |
| 21-6-2019                                                             | Il Cairo                                                              | Egitto                                                                | 1 – 0                                                                 | Zimbabwe                                                              | Coppa d'Africa 2019 - 1º turno                                        | -                                                                     |                                                                       |
| 26-6-2019                                                             | Il Cairo                                                              | Egitto                                                                | 2 – 0                                                                 | RD del Congo                                                          | Coppa d'Africa 2019 - 1º turno                                        | -                                                                     |                                                                       |
| 30-6-2019                                                             | Il Cairo                                                              | Uganda                                                                | 0 – 2                                                                 | Egitto                                                                | Coppa d'Africa 2019 - 1º turno                                        | -                                                                     |                                                                       |
| 6-7-2019                                                              | Il Cairo                                                              | Egitto                                                                | 0 – 1                                                                 | Sudafrica                                                             | Coppa d'Africa 2019 - Ottavi di finale                                | -                                                                     | 69’                                                                   |
| 7-11-2019                                                             | Alessandria d'Egitto                                                  | Egitto                                                                | 1 – 0                                                                 | Liberia                                                               | Amichevole                                                            | -                                                                     | 89’                                                                   |
| 18-11-2019                                                            | Moroni                                                                | Comore                                                                | 0 – 0                                                                 | Egitto                                                                | Qual. Coppa d'Africa 2021                                             | -                                                                     | 28’                                                                   |
| 17-11-2020                                                            | Lomé                                                                  | Togo                                                                  | 1 – 3                                                                 | Egitto                                                                | Qual. Coppa d'Africa 2021                                             | -                                                                     | 84’                                                                   |
| 1-9-2021                                                              | Il Cairo                                                              | Egitto                                                                | 1 – 0                                                                 | Angola                                                                | Qual. Mondiali 2022                                                   | -                                                                     | 78’                                                                   |
| 5-9-2021                                                              | Franceville                                                           | Gabon                                                                 | 1 – 1                                                                 | Egitto                                                                | Qual. Mondiali 2022                                                   | -                                                                     | 83’                                                                   |
| 30-9-2021                                                             | Alessandria d'Egitto                                                  | Egitto                                                                | 2 – 0                                                                 | Liberia                                                               | Amichevole                                                            | -                                                                     | 77’                                                                   |
| 12-11-2021                                                            | Luanda                                                                | Angola                                                                | 2 – 2                                                                 | Egitto                                                                | Qual. Mondiali 2022                                                   | -                                                                     |                                                                       |
| 1-12-2021                                                             | Doha                                                                  | Egitto                                                                | 1 – 0                                                                 | Libano                                                                | Coppa araba FIFA 2021 - 1º turno                                      | -                                                                     | 90+5’                                                                 |
| 4-12-2021                                                             | Doha                                                                  | Sudan                                                                 | 0 – 5                                                                 | Egitto                                                                | Coppa araba FIFA 2021 - 1º turno                                      | -                                                                     |                                                                       |
| 7-12-2021                                                             | Al Wakrah                                                             | Algeria                                                               | 1 – 1                                                                 | Egitto                                                                | Coppa araba FIFA 2021 - 1º turno                                      | -                                                                     | 9’                                                                    |
| 11-1-2022                                                             | Garoua                                                                | Nigeria                                                               | 1 – 0                                                                 | Egitto                                                                | Coppa d'Africa 2021 - 1º turno                                        | -                                                                     | 46’                                                                   |
| 15-1-2022                                                             | Garoua                                                                | Guinea-Bissau                                                         | 0 – 1                                                                 | Egitto                                                                | Coppa d'Africa 2021 - 1º turno                                        | -                                                                     |                                                                       |
| 19-1-2022                                                             | Yaoundé                                                               | Egitto                                                                | 1 – 0                                                                 | Sudan                                                                 | Coppa d'Africa 2021 - 1º turno                                        | -                                                                     |                                                                       |
| 30-1-2022                                                             | Yaoundé                                                               | Egitto                                                                | 2 – 1 dts                                                             | Marocco                                                               | Coppa d'Africa 2021 - Quarti di finale                                | -                                                                     | 80’ 91’                                                               |
| 29-3-2022                                                             | Dakar                                                                 | Senegal                                                               | 1 – 0 dts (3 – 1 dtr)                                                 | Egitto                                                                | Qual. Mondiali 2022                                                   | -                                                                     | 29’ 45’                                                               |
| 5-6-2022                                                              | Il Cairo                                                              | Egitto                                                                | 1 – 0                                                                 | Guinea                                                                | Qual. Coppa d'Africa 2023                                             | -                                                                     |                                                                       |
| 9-6-2022                                                              | Lilongwe                                                              | Etiopia                                                               | 2 – 0                                                                 | Egitto                                                                | Qual. Coppa d'Africa 2023                                             | -                                                                     | 41’                                                                   |
| 27-9-2022                                                             | Alessandria d'Egitto                                                  | Egitto                                                                | 3 – 0                                                                 | Liberia                                                               | Amichevole                                                            | -                                                                     | 83’                                                                   |
| Totale                                                                |                                                                       | Presenze                                                              | 33                                                                    |                                                                       | Reti                                                                  | 2                                                                     |                                                                       |

## Palmarès

### Club

#### Competizioni nazionali
- Campionato egiziano: 6

Al-Ahly: 2009-2010, 2010-2011, 2017-2018, 2018-2019, 2019-2020, 2022-2023
- Supercoppa d'Egitto: 6

Al-Ahly: 2010, 2012, 2017, 2018, 2021, 2022
- Coppa d'Egitto: 3

Al-Ahly: 2016-2017, 2019-2020, 2021-2022

#### Competizioni internazionali
- CAF Champions League: 3

Al-Ahly: 2019-2020, 2020-2021, 2022-2023
- Supercoppa CAF: 2

Al-Ahly: 2020, 2021